# Bästa (album av Hootenanny Singers)
Bästa är ett samlingsalbum från 1967 av Hootenanny Singers

## Låtlista

### A-Sidan
| Nr | Låt                     | Musik                                         | Text                        | Längd |
| -- | ----------------------- | --------------------------------------------- | --------------------------- | ----- |
| 1  | Jag väntar vid min mila | G.Turesson - Dan Andersson                    |                             | 2.50  |
| 2  | Gabrielle               | Arkady Ostrovsky                              | Bengt Thomas - Stig Rossner | 2.55  |
| 3  | Den gyllene fregatt     | Tony Rooth - Håkan Hven                       |                             | 2.54  |
| 4  | I lunden den gröna      | B.Ulvaeus - J.Karlberg - T.Rooth - H.Schwarz) |                             | 2.34  |
| 5  | Ave Maria no moro       | Herivelto Martins                             | M. Salinas                  | 3.08  |
| 6  | Björkens visa           | Z.Topelius - Raab - bearb. B.Ulvaeus)         |                             | 4.21  |

### B-Sidan
| Nr | Låt                                                      | Musik                                 | Text        | Längd |
| -- | -------------------------------------------------------- | ------------------------------------- | ----------- | ----- |
| 1  | En sång en gång för längesen (Green Green Grass Of Home) | C.Putman - Stig Anderson              |             | 2.55  |
| 2  | Marianne                                                 | B.Ulvaeus - B.Thomas - Stig Anderson  |             | 2.01  |
| 3  | Blomman                                                  | Martin Koch                           | Martin Koch | 2.44  |
| 4  | Vid en biväg till en byväg bor den blonda Beatrice       | (Rune Björkman - Dix Dennie)          |             | 2.43  |
| 5  | Baby Those Are The Rules                                 | (B.Ulvaeus - S.G.Alexander - W.Demar) |             | 2.41  |
| 6  | No Time                                                  | (B.Ulvaeus - M.Dean)                  |             | 3.16  |